# Яким Лазаров
Яким Лазаров с псевдоним Цепеняк е български предприемач, деец на Македонската имиграция в България.

## Биография
Яким Лазаров е роден през 1870 година в кривопаланечкото село Милутинце, тогава в Османската империя. При избухването на Балканската война е доброволец в Македоно-одринското опълчение, в нестроева рота на II скопска дружина. През януари 1923 година е делегат от Паланечкото благотворително братство на обединителния конгрес на СМЕО и МФРО.
След 1936 година синът му Стоимен влиза в ръководството на братството.